# B.B.クィーンズ
B.B.クィーンズ（ビービークィーンズ、英語: B.B.QUEENS）は、ビーイングが企画した音楽グループ。
コーラス隊（B.B.クィーンズシスターズ）以外、同じレーベルのミュージシャンを集め結成。グループ名の由来は、所属事務所であるビーイングと当時の所属レコード会社であったBMGルームスの頭文字(後述の通り、ネガティブなイメージ回避のための後付け)で「B.B.」となるため、アメリカ合衆国のブルース歌手、B.B.キングをもじって「B.B.クィーンズ」とした。
また、仮歌歌手やスタジオミュージシャンなど通常陽の目を見ることのない裏方の寄せ集め、｢ビーイングのB級メンバー｣という自虐的な意味も込められている。当初は『おどるポンポコリン』1曲のためだけに結成された暫定的なバンドであり恒久的活動意思が全くなかったため、ビーイング幹部からも「適当なバンド名でよい」と言われており、実質リーダーの近藤が自虐的な意味で命名しても一切異論は出ず、すんなり決定された。
実質マネージャーすらおらず、メンバー個別のマネージャーも当時は不在。特に坪倉は一緒に仕事をした経験のあるビーイング社員数人以外とは全く面識がなく、自らスケジュール管理をしていた。
当初はメンバーもビーイング社員も誰一人として『おどるポンポコリン』が売れるとは思っておらず、特に坪倉は普段の仮歌とほぼ同等の仕事と割り切っており、報酬は買い取り契約とした。これに対し近藤は印税契約を結んでおり、収入に大きな差が生まれた。しかし余りもの爆発的ヒットに「坪倉が『およげ!たいやきくん』大ヒット時の子門真人の二の舞になるのは気の毒」と、リリース数ヵ月後の再版分からBMGルームスの温情により改めて印税契約を結んでいる。
なお、B.B.クィーンズシスターズは後にMi-Keとして単独活動も行っていた。

## 概要
1990年、アニメ『ちびまる子ちゃん』のエンディングテーマ『おどるポンポコリン』でデビュー（当初は覆面ユニットであったためメンバーのプロフィール等は伏せられた）。同年のオリコン年間シングルチャート1位のヒットとなり、同年の第32回日本レコード大賞ポップス・ロック部門を受賞。『第41回NHK紅白歌合戦』にも出場している。
当初、メンバーはB.B.クィーンズとしてのテレビ出演を考えてはいなかった。『おどるポンポコリン』の爆発的ヒットにより出演要望が殺到した後も、しばらくはメンバーのスケジュール調整が取れないこと、早回し音源を使った曲のため生歌唱での再現が難しいことを理由に辞退し続けていた。1990年8月29日放送のフジテレビ『夜のヒットスタジオSUPER』がテレビ初出演となった。なお、同年10月3日に終了した『夜ヒット』にとって最後の初登場アーティストとなった。
1991年2月、コーラス隊の3人（B.B.クィーンズシスターズ）が派生ユニット「Mi-Ke」として単独CDデビュー。
1993年2月26日放送の『ミュージックステーション』で披露された『クレヨンしんちゃん』のオープニングテーマ『夢のENDはいつも目覚まし!』の出演を最後に活動休止した。
「ぼくらの七日間戦争〜Seven Days Dream〜」は、A面シングルの専属作曲家であった織田哲郎がすべての楽器を使用している。
2011年2月、近藤より復活が宣言され、近藤・坪倉・宇徳・増崎の4人で19年ぶりの復活（残る4人は音楽家活動専念や活動休止・引退などで不参加）。結成20周年をきっかけに活動再開し、5月には『おどるポンポコリン〜ちびまる子ちゃん 誕生 25th Version〜』がリリースされた。同年には荒吐ロックフェスティバルの出演が決まり、同グループでは初のライブとなった。
2012年3月28日に神聖かまってちゃんとのシングル『夢のENDはいつも目覚まし!』をリリースした。
2013年以降は近藤・坪倉の2人で活動している。
2016年8月27日、『Animelo Summer Live 2016 刻-TOKI-』に出演。

## 構成メンバー
| 坪倉唯子 （つぼくら ゆいこ）           | 1963年3月4日（62歳） 日本 大阪府枚方市 | ボーカル 作詞・作曲         | ● | ● | ● |
| 近藤房之助 （こんどう ふさのすけ）     | 1951年5月4日（74歳） 日本 愛知県刈谷市 | ボーカル・ギター 作詞・作曲 | ● | ● | ● |
| 増崎孝司 （ますざき たかし）           | 1962年12月8日（62歳） 日本 長崎県      | ギター 作曲・編曲           | ● | ● |   |
| 栗林誠一郎 （くりばやし せいいちろう） | 1965年2月11日（60歳） 日本 東京都      | ベース 作曲                 | ● |   |   |
| 望月衛介 （もちづき えいすけ）         | 1970年10月27日（54歳） 日本 東京都     | キーボード 作曲             | ● |   |   |
| B.B.クィーンズシスターズ（Mi-Ke）      |                                        |                             |   |   |   |
| 宇徳敬子 （うとく けいこ）             | 1967年4月7日（58歳） 日本 鹿児島県     | コーラス・ボーカル          | ● | ● |   |
| 村上遙 （むらかみ はるか）             | 1969年12月3日（55歳） 日本 神奈川県    | コーラス                    | ● |   |   |
| 渡辺真美 （わたなべ まみ）             | 1969年9月22日（55歳） 日本 東京都      | コーラス                    | ● |   |   |

## ディスコグラフィ

### シングル
|     | 発売日         | タイトル                                                 | 楽曲制作                                           | 最高位 | 備考                   |
| --- | -------------- | -------------------------------------------------------- | -------------------------------------------------- | ------ | ---------------------- |
| 1st | 1990年4月4日   | おどるポンポコリン                                       | 作詞：さくらももこ 作曲：織田哲郎 編曲：織田哲郎   | 1位    |                        |
| 2nd | 1990年12月19日 | ギンギラパラダイス                                       | 作詞：長戸大幸 作曲：織田哲郎 編曲：織田哲郎       | 2位    |                        |
| 3rd | 1991年6月5日   | ぼくらの七日間戦争〜Seven Days Dream〜                   | 作詞：長戸大幸 作曲：織田哲郎 編曲：織田哲郎       | 10位   |                        |
| 4th | 1991年10月9日  | キスの途中                                               | 作詞：秋元康 作曲：織田哲郎 編曲：織田哲郎         | 64位   |                        |
| 5th | 1991年12月16日 | ドレミファだいじょーぶ                                   | 作詞：長戸大幸 作曲：織田哲郎 編曲：織田哲郎       | 圏外   |                        |
| 6th | 1992年11月26日 | 夢のENDはいつも目覚まし!                                 | 作詞：長戸大幸 作曲：織田哲郎 編曲：葉山たけし     | 64位   |                        |
| 7th | 2011年5月1日   | おどるポンポコリン〜ちびまる子ちゃん 誕生 25th Version〜 | 作詞：さくらももこ 作曲：織田哲郎 編曲：葉山たけし | 93位   |                        |
| 8th | 2012年3月28日  | 夢のENDはいつも目覚まし!                                 | 作詞：長戸大幸 作曲：織田哲郎 編曲：増崎孝司       | 28位   | B.B.かまってちゃん名義 |
| 9th | 2012年5月2日   | How to be happy Girl!?                                   | 作詞：さぁさ 作曲：福井元気 編曲：MIO              | 195位  | HbG×B.B.クィーンズ名義 |

### アルバム

#### オリジナルアルバム
|     | 発売日         | タイトル                                         | 最高位 |
| --- | -------------- | ------------------------------------------------ | ------ |
| 1st | 1990年7月4日   | WE ARE B.B.クィーンズ                            | 32位   |
| 2nd | 1990年12月19日 | Party                                            | 23位   |
| 3rd | 1991年7月3日   | 真夏のB.B.クィーンズ                             | 49位   |
| 4th | 1992年8月12日  | SING!! 〜SEGA GAME MUSIC presented by B.B.Queens | 圏外   |
| 5th | 2012年9月19日  | B.B.QUEENS LEGEND 〜See you someday〜            | 228位  |

#### セルフカバーアルバム
|     | 発売日        | タイトル                  | 最高位 |
| --- | ------------- | ------------------------- | ------ |
| 1st | 2011年7月20日 | ROYAL STRAIGHT B.B.QUEENS | 115位  |

#### ベストアルバム
|     | 発売日         | タイトル                                   | 最高位 |
| --- | -------------- | ------------------------------------------ | ------ |
| 1st | 2002年11月25日 | complete of B.B.QUEENS at the BEING studio | 圏外   |
| 2nd | 2007年12月12日 | BEST OF BEST 1000 B.B.クィーンズ           | 圏外   |

### DVD
1. BEING LEGEND Live Tour 2012 （2013年4月10日、T-BOLAN、FIELD OF VIEW、DEENと共演）

## タイアップ
| 楽曲                                                     | タイアップ                                                    |
| -------------------------------------------------------- | ------------------------------------------------------------- |
| おどるポンポコリン                                       | フジテレビ系アニメ「ちびまる子ちゃん」初代EDテーマ            |
| ギンギラパラダイス                                       | 「Victoria」CMソング                                          |
| 君にコケコッコー!                                        | 日本テレビ系「クイズ世界はSHOW by ショーバイ!!」EDテーマ      |
| ぼくらの七日間戦争〜Seven Days Dream〜                   | 映画「ぼくらの七日間戦争2」主題歌                             |
| キスの途中                                               | NHK総合「週刊・ヤング情報」EDテーマ                           |
| Dream Island                                             | 「TOKYO SLIM'91」キャンペーン イメージソング                  |
| ドレミファだいじょーぶ                                   | 日本テレビ系「はじめてのおつかい」主題歌                      |
| しょげないでよBaby                                       | 日本テレビ系「はじめてのおつかい」挿入歌                      |
| 夢のENDはいつも目覚まし!                                 | テレビ朝日系アニメ「クレヨンしんちゃん」2代目OPテーマ         |
| おどるポンポコリン〜ちびまる子ちゃん 誕生 25th Version〜 | フジテレビ系アニメ「ちびまる子ちゃん」OPテーマ                |
| 一番先に、君が好き                                       | 日本テレビ系「はじめてのおつかい 夏の大冒険スペシャル」挿入歌 |
| 未来のmemories                                           | TBS系「噂の!東京マガジン」EDテーマ                            |
| 小さな旅                                                 | 日本テレビ系「ぶらり途中下車の旅」EDテーマ                    |
| 木枯らしが友達                                           | 日本テレビ系「ぶらり途中下車の旅」EDテーマ                    |

## テレビ
- HEY!HEY!HEY! MUSIC CHAMP（フジテレビ、2011年5月9日）出演
- FNS歌謡祭 うたの夏まつり2011（フジテレビ、2011年8月6日）出演
- 2011 FNS歌謡祭（フジテレビ、2011年12月7日）出演
- 2018 FNS歌謡祭 第2夜（フジテレビ、2018年12月12日）出演

### NHK紅白歌合戦出場歴
| 年度   | 放送回 | 回 | 曲目               | 出演順 | 対戦相手 |
| ------ | ------ | -- | ------------------ | ------ | -------- |
| 1990年 | 第41回 | 初 | おどるポンポコリン | 12/29  | 植木等   |

注意点
- 出演順は「出演順/出場者数」で表す。

## CM
- NTT西日本 フレッツ光ネクスト隼「みんなのフレッツ光篇」CMソング担当